# Joint Communiqué
Le Joint Communiqué (Communiqué conjoint) est un accord signé le 16 juin 1963 entre le gouvernement sud-vietnamien de Ngô Đình Diệm et les dirigeants bouddhistes pendant la crise bouddhiste. 

## Contexte
La majorité bouddhiste du Sud-Vietnam était depuis longtemps mécontente du gouvernement du président Ngô Đình Diệm depuis son accession au pouvoir en 1955. Diem avait fait preuve d'un fort favoritisme envers ses pairs catholiques et d'une discrimination à l'encontre des bouddhistes dans l'armée, le service public et la distribution de l'aide gouvernementale. À la campagne, les catholiques étaient de facto exemptés de la corvée du travail et dans certaines zones rurales, les prêtres catholiques ont conduit des armées privées contre des villages bouddhistes. Le mécontentement avec Diệm a éclaté en manifestations de masse à Huế au cours de l'été 1963, lorsque neuf bouddhistes sont morts des mains de l'armée et de la police de Diem lors de l'anniversaire de Gautama Buddha, à Vesak. En mai 1963, une loi interdisant le déploiement de drapeaux religieux est invoquée de manière sélective ; le drapeau bouddhiste est interdit lors du Vesak tandis que le drapeau du Vatican est arboré pour célébrer l'anniversaire de la consécration de Pierre Martin Ngô Đình Thục, archevêque de Huế, frère aîné de Diệm. Les bouddhistes défient l'interdiction et une manifestation débute par une marche allant de la pagode Từ Đàm à la station de radio gouvernementale. Elle prend fin lorsque les forces gouvernementales ouvrent le feu. En conséquence, des manifestations bouddhistes ont lieu dans tout le pays et prennent de l'ampleur, demandant la signature d'un communiqué commun visant à mettre un terme aux inégalités religieuses. Les pagodes ont été les principaux points d’organisation du mouvement bouddhiste et ont souvent été le théâtre de grèves de la faim, de barricades et de manifestations,. 

## Négociations
Les négociations ont eu lieu à la fin du mois de mai, mais Diệm a calé et a tenté de rejeter les revendications bouddhistes alors que les manifestations s'intensifiaient. Cependant, l'auto-immolation du moine bouddhiste Thích Trí Quang a généré des gros titres dans le monde entier et renforcé la pression internationale exercée sur Diem. Il a à contrecœur ordonné à son comité gouvernemental de reprendre les négociations avec les dirigeants bouddhistes. Celles-ci sont devenues plus médiatisées avec l'arrivée de Thích Trí Quang et du patriarche Thích Tịnh Khiết de Hué pour négocier avec le comité de Diệm. En l'absence d'une recrudescence immédiate des manifestations à la suite de l'auto-immolation, Diệm a supposé que les bouddhistes étaient à court d'idées. 
L’ambassadeur américain par intérim, William Trueheart, a averti que sans concessions significatives, les États-Unis renonceraient publiquement à son régime. Diệm a déclaré qu'une telle décision pourrait faire échouer les négociations. Après un jour de retard, causé par le fait que Thích Tịnh Khiết, âgé de quatre-vingts ans, avait besoin de se reposer du long voyage, le comité du Diệm a rencontré les bouddhistes le 14 juin. Les bouddhistes ont insisté pour que soit révoquée la disposition stipulant que seuls les fonctionnaires locaux pouvaient autoriser la pose de drapeaux. Les pagodes étaient considérées comme la propriété commune des hameaux depuis des siècles et les bouddhistes insistaient pour qu'elles soient placées sous administration religieuse. Les bouddhistes ont fait pression pour que Diệm modifie immédiatement le décret numéro 10 par décret présidentiel conformément à la constitution, plutôt que d'attendre que l'Assemblée nationale le fasse. L'Assemblée nationale avait annoncé la création d'un comité le 12 juin pour traiter cette question. Trueheart a recommandé que le comité interministériel accepte la position bouddhiste dans un "esprit d'amitié", puis en clarifie les détails ultérieurement. 
Au cours des négociations, Thích Tịnh Khiết a lancé un appel à l'ensemble du pays pour exhorter les bouddhistes à éviter toute action susceptible de mettre en danger les négociations, tandis que Diệm avait ordonné aux responsables gouvernementaux de supprimer toutes les barrières autour des temples. À la fin de la soirée, des progrès substantiels sur les questions des drapeaux et du décret numéro 10 sont annoncés.

## Accord
Le 16 juin, un accord entre le comité et les bouddhistes a été conclu. Un accord a été conclu concernant les cinq demandes, bien que les termes soient vagues. Diệm a affirmé qu'il ne contenait rien qu'il n'ait déjà accepté. Le "Communiqué conjoint" affirmait que le drapeau national "devrait toujours être respecté et placé à l'endroit approprié".. L'Assemblée nationale consulterait les groupes religieux dans le but de les supprimer "du règlement de l'ordonnance n ° 10" et d'établir de nouvelles directives adaptées à leurs activités religieuses. Entre-temps, le comité gouvernemental a promis une application lâche du règlement. Il a également promis la clémence dans la censure de la littérature et des livres de prières bouddhistes et dans l'octroi de permis pour la construction de pagodes bouddhistes, d'écoles et d'institutions caritatives.
Les deux parties sont convenues de former un comité d'enquête chargé de « réexaminer » les griefs bouddhistes et Diệm a accepté d'accorder une amnistie complète à tous les bouddhistes qui avaient manifesté contre le gouvernement. L'accord stipulait que « l'activité normale et purement religieuse » pourrait continuer sans que le gouvernement ait besoin de l'autorisation des pagodes ou du siège de l'Association générale des bouddhistes. Diệm a promis d'ouvrir une enquête sur la fusillade de Huế et de punir tous les coupables bien qu'il ait nié toute implication du gouvernement. Pour tenter de sauver la face, Diệm a signé l'accord directement en vertu d'un paragraphe déclarant que "les articles écrits dans ce communiqué commun ont été approuvés en principe par moi dès le début", qu'il a ajoutés de sa propre écriture, impliquant ainsi qu'il n'avait rien à concéder. Le communiqué a également été signé par les membres du comité, Tho, Thuan et Luong ainsi que par les membres de la délégation bouddhiste. 
Un informateur du palais a déclaré que la signature de l'accord avait divisé la famille Ngo. Madame Nhu, belle-sœur de Diệm et première dame de facto, aurait attaqué Diệm pour lâcheté. Elle l'aurait qualifié de "méduse" pour avoir accepté de négocier avec les bouddhistes, notant qu'il avait écrasé militairement  les armées privées des sectes Cao Đài et Hòa Hảo et de la bande de crime organisé Bình Xuyên en 1955, ainsi qu'une tentative de coup d'État en 1960.
Le communiqué conjoint a été présenté à la presse le 16 juin et Thích Tịnh Khiết a remercié Diệm et a exhorté la communauté bouddhiste à travailler avec le gouvernement dans ce qu'il prévoyait, avec optimisme, d'être une nouvelle ère d'harmonie religieuse. Il a exprimé sa "conviction que le communiqué conjoint inaugurera une nouvelle ère et que (…) aucune action erronée de quelque côté que ce soit ne se reproduira". Il a déclaré que le mouvement de protestation était terminé et a appelé les bouddhistes à reprendre une vie normale et à prier pour le succès de l'accord. 
Trueheart était sceptique quant à sa mise en œuvre, notant "Si nous trouvons Diệm disposé à ne pas bouger, alors je pense que ses jours sont comptés et que nous devons commencer à agir." Les troubles étaient devenus un problème de relations publiques pour Diem au-delà de son pays, des spéculations sur un conflit entre les États-Unis et le Diệm faisant l'objet de discussions dans les journaux américains à la suite de l'auto-immolation. Le 14 juin, le New York Times faisait la une des journaux, citant des informations confidentielles du gouvernement selon lesquelles des diplomates auraient attaqué en privé le traitement de la crise par Diem. Le général Paul Harkins, chef de la mission de conseil des États-Unis au Sud-Vietnam, a également annoncé que ses hommes ne devaient pas aider les unités de l'ARVN qui agissaient contre des manifestants. Les États-Unis, à l'époque, envisageaient de dire au vice-président Tho qu'ils l'appuieraient pour remplacer Diem en tant que président. Les rumeurs selon lesquelles le lieutenant-colonel Đỗ Khắc Mai, chef d’état-major de l’armée de l’air sud-vietnamienne, avaient commencé à jauger le soutien de ses collègues en faveur d’un coup d’État ont alors eu lieu. 

## Échec
Le communiqué a été mis en doute par un incident survenu le lendemain à l'extérieur de la pagode Xá Lợi, peu après 9 heures. Une foule d'environ 2 000 personnes s'est confrontée à la police qui persistait toujours à encercler la pagode malgré l'accord. Une émeute a finalement éclaté et la police a attaqué la foule à l'aide de gaz lacrymogène, de tuyaux d'incendie, de matraques et de coups de feu. Un manifestant a été tué et de nombreux autres blessés. Les modérés des deux côtés ont appelé au calme tandis que des responsables gouvernementaux ont blâmé les "éléments extrémistes". Un article de l'Associated Press a décrit l'émeute comme "la plus violente explosion antigouvernementale au Sud-Vietnam depuis des années",. 
L'accord n'aurait de sens que s'il était mis en œuvre, indépendamment de l'annonce faite à ses disciples par Thich Tinh Khiet qu'il annonçait une nouvelle ère. Cela a obligé les moines à retrouver une vie normale et le gouvernement et ses responsables à mettre en œuvre ses promesses. De nombreux manifestants arrêtés dans le passé sont restés en prison, contrairement aux promesses du communiqué. Après que l'émeute meurtrière eut lieu un jour seulement après la signature du communiqué, la crise s'aggrava à mesure que de plus en plus de bouddhistes réclamaient un changement de gouvernement et que des moines plus jeunes, tels que Thích Trí Quang, commençaient à apparaître au premier plan, accusant Diệm de susciter le mécontentement qui l'entourait. l'effort contre le Vietcong. En raison de l'échec de l'accord à produire les résultats souhaités, les moines les plus âgés, plus modérés, ont vu leur prestige diminuer, et les moines plus jeunes, plus affirmés, ont commencé à jouer un rôle plus important dans la politique bouddhiste.
Les bouddhistes se méfiaient du gouvernement et ont commencé à intensifier la production de brochures critiques et ont commencé à traduire des articles critiquant Diệm dans les médias occidentaux pour les distribuer aux Vietnamiens. Alors que les promesses continuaient à ne pas se matérialiser, les manifestations à Xá Lợi et ailleurs continuaient à se développer. 
Thich Tinh Khiet a envoyé une lettre à Diệm après les funérailles de Thích Quảng Đức, soulignant que le gouvernement n'observait pas le communiqué et que la situation des bouddhistes au Sud-Vietnam s'était détériorée. Tho a nié cette allégation et Nhu a déclaré à un journaliste « Si quelqu'un est opprimé dans cette affaire, c'est le gouvernement qui a été constamment attaqué et dont la bouche a été fermée avec du ruban adhésif ». Il a critiqué les accords passés par le biais de son organisation républicaine de la jeunesse, appelant la population à "résister aux indirections [sic] de la superstition et du fanatisme" et mettant en garde contre "les communistes susceptibles d'abuser du communiqué commun". Au même moment, Nhu a publié un mémorandum secret à la jeunesse républicaine, l'invitant à faire pression sur le gouvernement pour qu'il rejette l'accord et appelant les bouddhistes "rebelles" et "communistes". Nhu a continué à dénigrer les bouddhistes par le biais de son porte-parole en langue anglaise, le Times of Vietnam, dont la tendance éditoriale était généralement interprétée comme l'opinion personnelle de la famille Ngô.  
Un rapport du département d'État américain a conclu que l'inquiétude religieuse n'était pas fomentée par les éléments communistes mais que ceux-ci "attendaient avec impatience un moment propice pour tirer parti de l'évolution de la situation".. Entre-temps, le gouvernement avait discrètement informé les responsables locaux que les accords étaient un "retrait tactique" pour gagner du temps avant de mettre fin au mouvement bouddhiste. Le régime de Diệm a tardé à mettre en œuvre la libération des bouddhistes qui avaient été libérés pour avoir manifesté contre lui. Cela a conduit à une discussion au sein du gouvernement américain pour faire pression pour le retrait des Nhus, considérés comme l'influence extrémiste sur Diệm du pouvoir. Henry Cabot Lodge, Jr. a également été annoncé comme nouvel ambassadeur des États-Unis à compter de la fin du mois d'août, en remplacement de Nolting, considéré trop proche de Diệm. 
En juillet, le gouvernement de Diệm a continué d'attaquer les bouddhistes. Il a accusé Thích Quảng Đức d'avoir été drogué avant d'être incendié. Tho a supposé que le Vietcong avait infiltré les bouddhistes et les avait transformés en une organisation politique avec le ministre de l'Intérieur Luong, alléguant que les ministres avaient reçu des menaces de mort. 
Les bouddhistes étaient de plus en plus sceptiques quant aux intentions du gouvernement. Ils avaient reçu des informations suggérant que l'accord n'était qu'une tactique gouvernementale pour gagner du temps et attendre la fin de la colère populaire avant que Diệm n'arrête les moines bouddhistes.

## Remarques
- (en) Cet article est partiellement ou en totalité issu de l’article de Wikipédia en anglais intitulé « Joint Communiqué (Vietnam) » (voir la liste des auteurs).

1. ↑  Jones 2003, p. 142-143.
2. ↑  Jacobs 2006, p. 247-250.
3. 1 2 3  Halberstam et Singal 2008, p. 129.
4. 1 2  Jones 2003, p. 273-275.
5. 1 2  Hammer 1987, p. 148.
6. ↑  Jones 2003, p. 276.
7. 1 2 3  Halberstam et Singal 2008, p. 130.
8. 1 2 3  Jacobs 2006, p. 150.
9. ↑  Jones 2003, p. 275-76.
10. ↑  Jones 2003, p. 277.
11. ↑  Halberstam et Singal 2008, p. 130-131.
12. ↑  Hammer 1987, p. 149-50.
13. ↑  Hammer 1987, p. 152-153.
14. ↑  Jones 2003, p. 278.
15. ↑  Jones 2003, p. 284.